# 国際汚染物質廃絶ネットワーク

ロゴタイプ

国際汚染物質廃絶ネットワーク（こくさいおせんぶっしつはいぜつネットワーク、IPEN: International Pollutants Elimination Network）は、塗料中の鉛、環境中の水銀や鉛、残留性有機汚染物質(POPs)、内分泌攪乱物質、その他の有害物質などの汚染物質を排除するという共通の目的に特化したNGOの世界的ネットワークである。元々は国際POPs廃絶ネットワーク(International POPs Elimination Network)という名称だったが、POPs以外にも活動の幅が広がったことから、2019年に名称を変更した。
IPENは、ストックホルム条約によるPOPsの世界的な排除のための共通のプラットフォームを支援し、ロッテルダム条約やバーゼル条約、水銀に関する水俣条約の実施に影響を与えるために活動する公益非政府組織で構成されている。
IPENを構成する550以上の公益非政府組織は、120か国以上で、有毒汚染物質を迅速かつ社会的に公平に排除するために協力している。全ての化学物質が人の健康と環境に重大な悪影響を与えないような方法で製造・使用され、POPsやそれと同等の懸念のある化学物質により身近な環境や地球環境が汚染されず、地域社会、食べ物、人体、子供や将来の世代の体が汚染されない世界を実現することも、IPENの使命である。